# Robinson Roadhouse

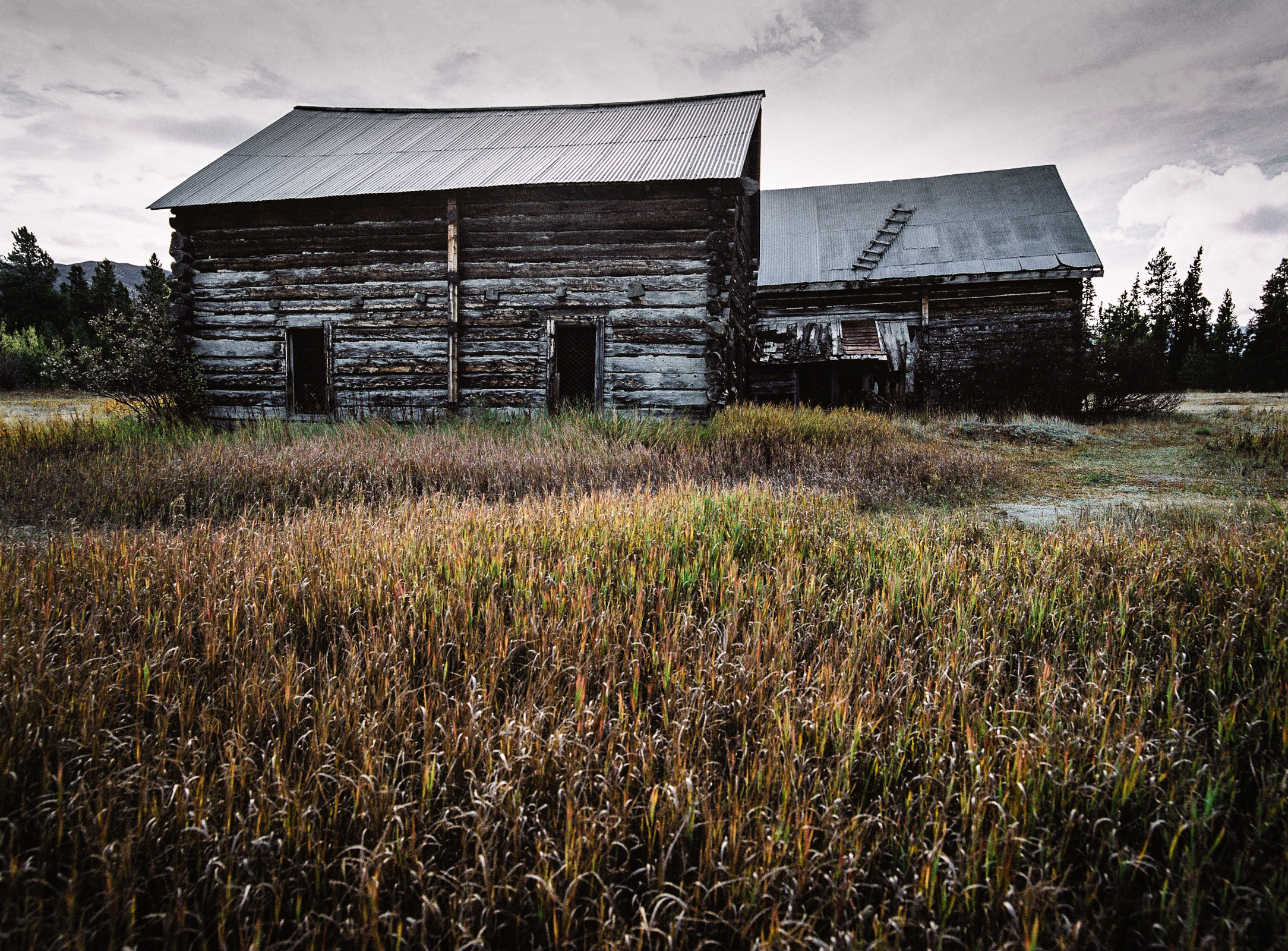
Das Robinson Roadhouse im Jahr 1999

Das Robinson Roadhouse ist eines der letzten erhaltenen Rasthäuser, von denen allein 52 zwischen Dawson und Whitehorse im Yukon, im äußersten Nordwesten Kanadas bestanden. Es liegt am South Klondike Highway, km 139, also an der Straße, die Skagway am Pazifik mit Dawson verbindet, wobei der südliche Abschnitt bis Carcross führte.

## Name
Seinen Namen erhielt das Roadhouse von William „Stikine Bill“ Robinson, der an einer ganzen Reihe von Eisenbahnprojekten arbeitete, einschließlich eines misslungenen Baus von Glenora im Stikine-River-Gebiet. Er war Vorarbeiter einer Gruppe an der Eisenbahn, die zur Küste bei Skagway führte, dann managte er die Red Line Transportation Company. Sie brachte Baumaterial, Versorgungsgüter und Waren vom Ende der Gleise ostwärts bis nach Carcross.

## Geschichte
Schon bevor die ersten Weißen in die Region kamen, hatten die Carcross/Tagish ein Hauptdorf am Tagish River.
1902 hatte die Regierung des Territoriums Yukon mit der White Pass and Yukon Railway einen Vertrag geschlossen, der die Eisenbahngesellschaft zum Bau eines Winterpfades nach Dawson verpflichtete, sowie zum Bau weiterer Pfade. So entstanden etwa Roadhäuser alle 30 bis 40 km entlang des Overland Trail. Nicht nur Reisende, die auf eigene Faust verkehrten, nutzten solche Roadhäuser, sondern auch die Post mit ihren Kutschen. Dazu unterhielt die Eisenbahngesellschaft bis zu 275 Pferde, die mit einer Art Metallschuhen versehen wurden, um auf dem oftmals glatten Untergrund Halt zu finden. An besonders kalten Tagen trugen nicht nur die Kutscher Pelze, sondern auch die Pferde wurden zum Teil eingehüllt.
Die Bergleute im Distrikt Wheaton and Watson fanden im Robinson-Roadhaus Fracht und Post, und die Möglichkeit, ihr Erz auf ein Schiff zu verfrachten. Der seit langem genutzte Versammlungsort bestand in einem Gebiet, in dem William Grainger und Herman Vance 1906, auf dem Höhepunkt des Klondike-Goldrauschs, 160 Acre auf beiden Seiten der Eisenbahn als Townsite erwarben. Der seinerzeit bekannte Hotel- und Restaurantbauer und -besitzer Louis Markel errichtete das Gold Hill Roadhouse and Saloon auf Graingers Land. 1909 war eine „Mrs. Markel“ für das Roadhouse verantwortlich, als Charles McConnell der örtliche Postmaster wurde. Er stammte von Prince Edward Island und kam in den Yukon, als dort der Goldrausch anlief, um dort als Transporteur auf dem Stikine Trail, danach auf der White-Pass-and-Yukon-Route während der Zeit des Eisenbahnbaus zu arbeiten.

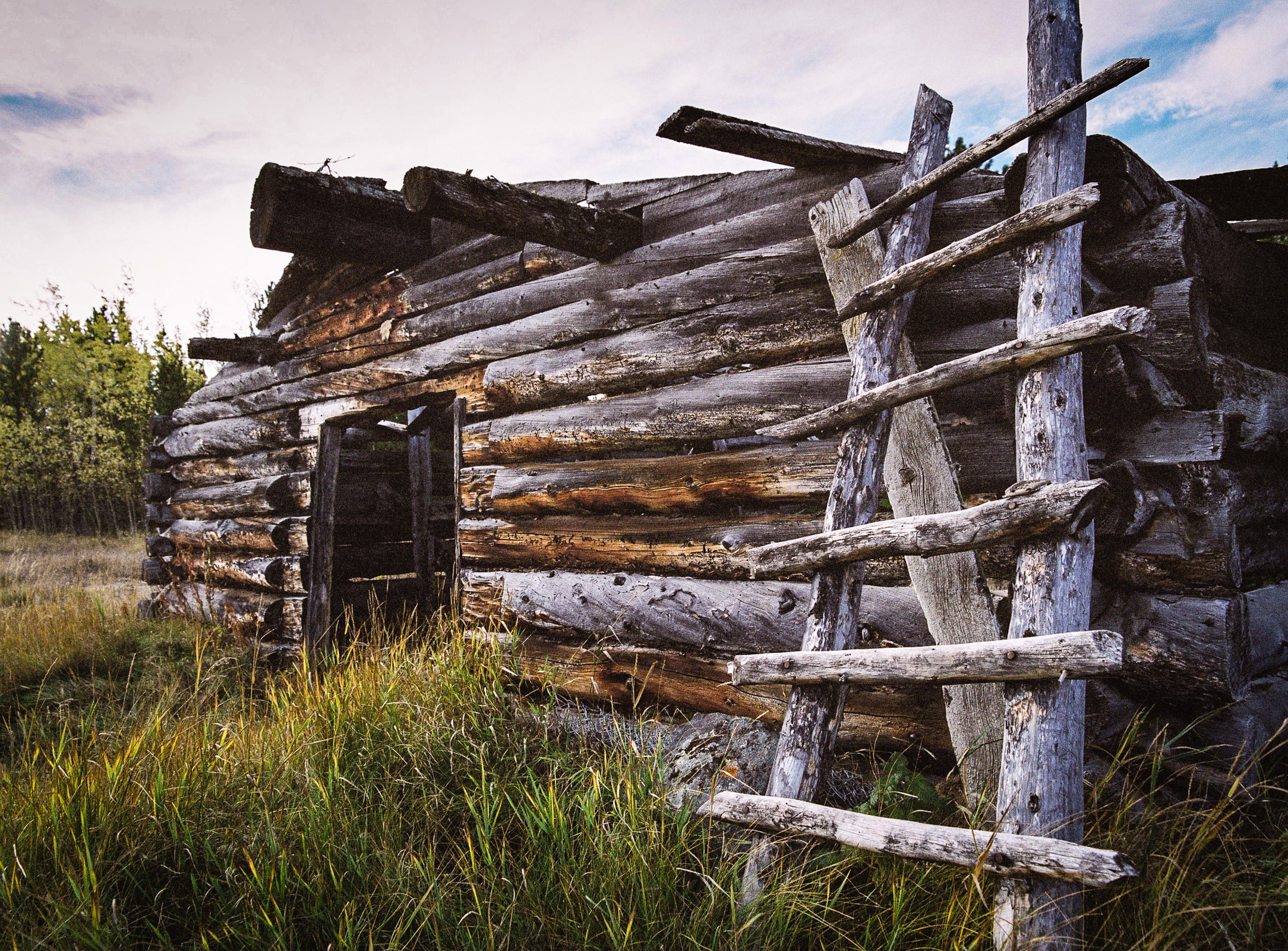
Ein Gebäude beim Roadhouse im Jahr 2013

Nachdem die White Pass & Yukon Route Railway im Jahr 1900 fertiggestellt worden war, entstand ein Parallelgleis, damit die Züge nicht auf den jeweiligen Gegenzug warten mussten. Damit wurde Robinson zur Flag Station, wo der Zug bei Bedarf halten konnte. Diesen Status behielt das Haus bis 1983, als die Eisenbahn geschlossen wurde. Als 1906 der Wheaton-Goldrausch begann, wurde sogar eine Wartestation eingerichtet. Verschiedene Minen, wie am Gold Hill, Carbon Hill (35 km entfernt) oder der Tally-Ho-Mine am Mt. Stevens, brachten ihr Erz – Antimon, Gold, Silber, Blei – zum Roadhouse.
Am Ende des Goldrauschs verließen die meisten das Territorium, daher wurde das Postamt 1915 geschlossen. Frau Markel starb 1917, doch McConnell blieb und führte das Roadhouse weiter. Daneben betrieb er eine Sägemühle und grub nach Kohle im Distrikt. Auch profitierte er von Touristen und Jägern, die er zu ihren Cabins brachte.